# Teocaltiche
Teocaltiche – miasto w Meksyku, w stanie Jalisco.